# والتر جونز (ورزشکار)
والتر جونز (انگلیسی: Walter Jones; ۴ ژوئن ۱۸۶۶ – ۱۴ آوریل ۱۹۳۲) چوگان‌باز اهل بریتانیا بود.